# قورباغه‌های خزه‌ای
قورباغه‌های خزه‌ای (نام علمی: Arthroleptella) سرده‌ای از قورباغه‌ها است که به نام قورباغه خزه در خانواده قورباغه‌های سرجعبه‌ای شناخته می‌شود. ده گونه از این سرده بومی آفریقای جنوبی هستند.